# Gulf Islands National Seashore
La Gulf Islands National Seashore est une National Seashore (en) (un type de zone protégée) à la limite des deux États de la Floride et du Mississippi aux États-Unis. Elle inclut un archipel d'îles barrières sableuses le long du golfe du Mexique. 

## Description
La zone protégée inclut des zones continentales et des parties de sept îles principales, essentiellement des bancs de sable. Elles sont partagées entre deux États :
En Floride, dans le comté d'Escambia près de la ville de Pensacola :
- île de Santa Rosa
- île de Perdido Key (en)

Dans le Mississippi, dans le comté de Jackson :
- île de Petit Bois
- île Horn
- îles de East et West Ship
- île du Chat (Cat Island)

Les seule partie de la zone protégée incluse dans l'Alabama est la partie ouest de Perdido Key, dans Baldwin County.

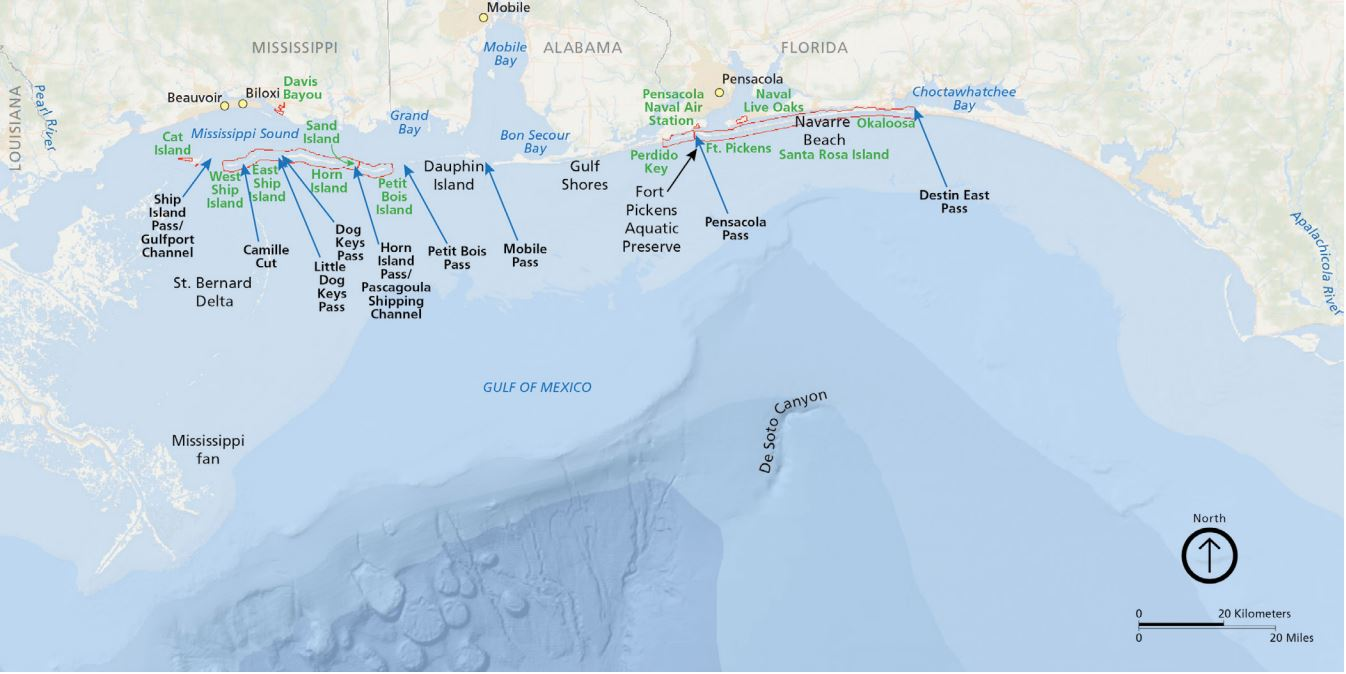
Carte de la zone protégée

L'agence fédérale National Park Service (NPS) des États-Unis gère cette zone, qui constitue un lieu de loisirs et de promenades ouvert au tourisme.
La partie de la zone en Floride comprend des îles côtières avec des plages de sable de quartz blanc bordant des kilomètres de terres non aménagées ; des fortifications historiques ; et des sentiers de découverte de la nature. La partie continentale près de Pensacola inclut la réserve Naval Live Oaks (en), des plages et des forts militaires. Toute la zone en Floride est accessible en voiture.
La partie de la zone dans le Mississippi comprend des plages naturelles, des sites historiques, des réserves fauniques, des îles, des bayous, des sentiers de découverte de la nature, des aires de pique-nique, des terrains de camping. La région de Bayou Davis est la seule partie du National Seashore dans le Mississippi qui soit accessible en voiture. Les îles Petit Bois, Horn, East Ship, West Ship et Cat ne sont accessibles que par bateau. Les Gulf Islands Wilderness (1 680 km2) offrent une protection spéciale, sur le littoral, à certaines parties de l'île Petit Bois et de l'île Horn.
La Gulf Islands National Seashore comprend quatre forts historiques : fort Massachusetts (en), fort Pickens, fort Barrancas, l'Advanced Redoubt ; et le souvenir d'un cinquième : le fort McRee.

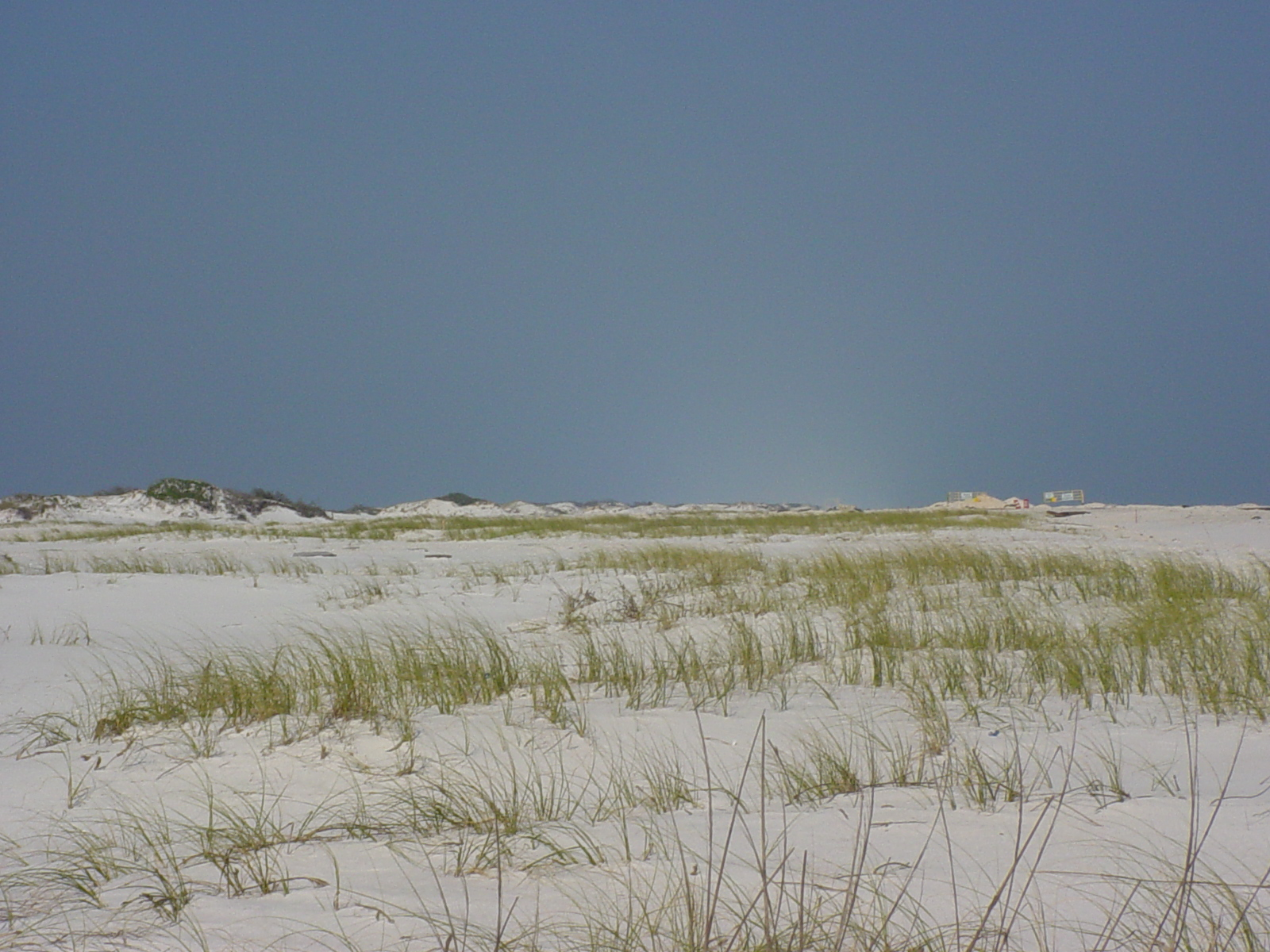
Île de Santa Rosa
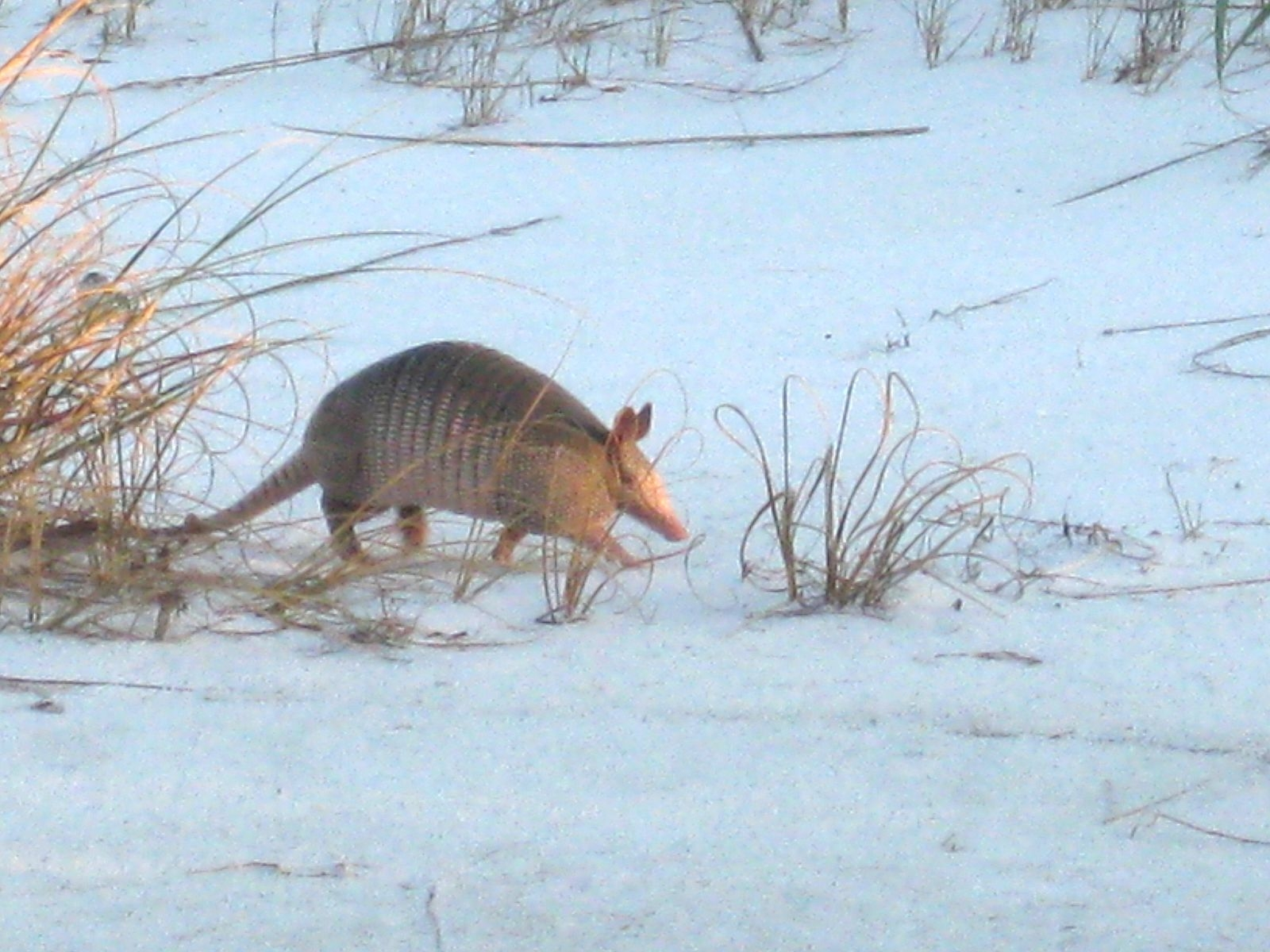
Tatou à Fort Pickens, île de Santa Rosa
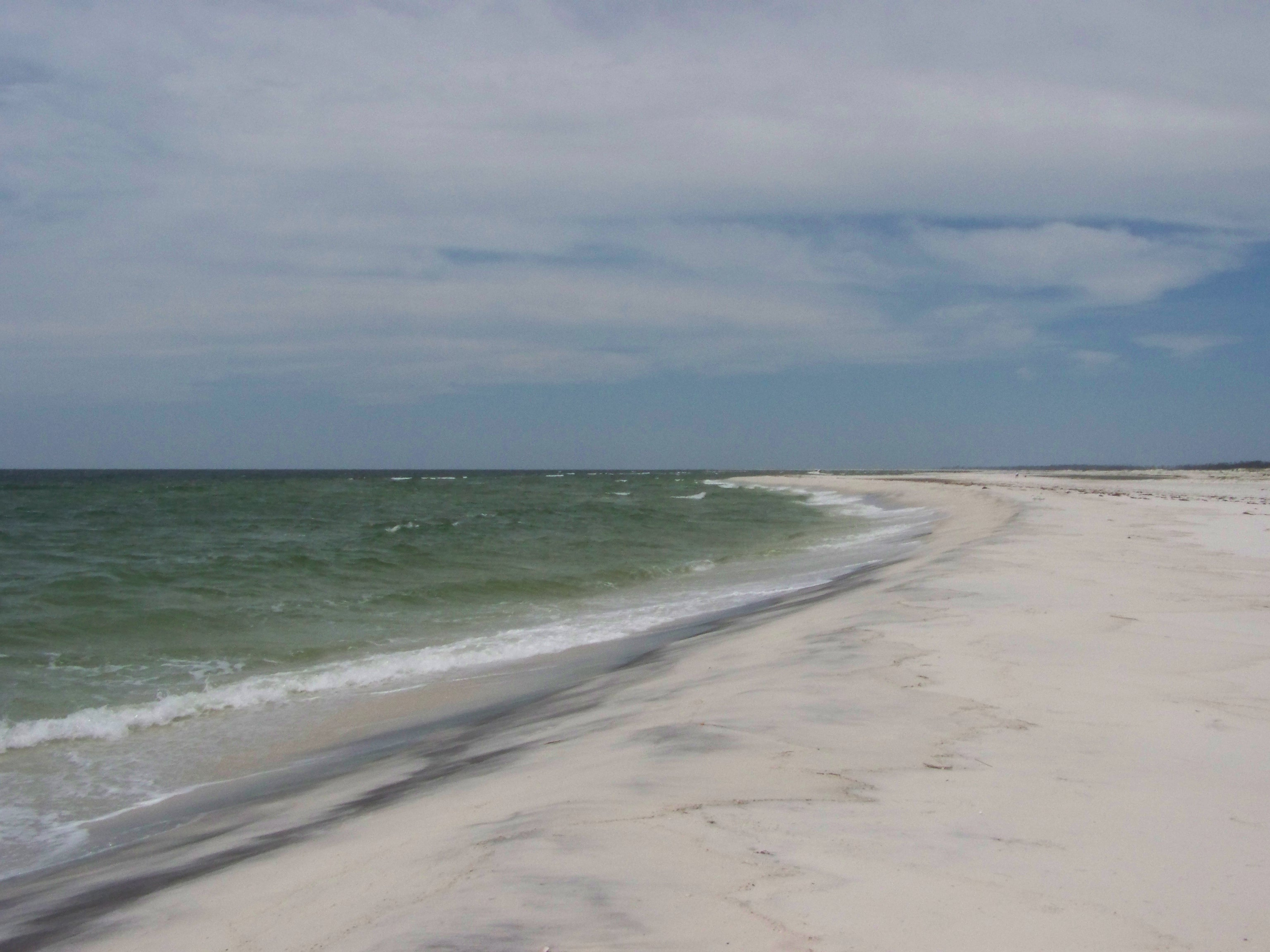
Île Horn
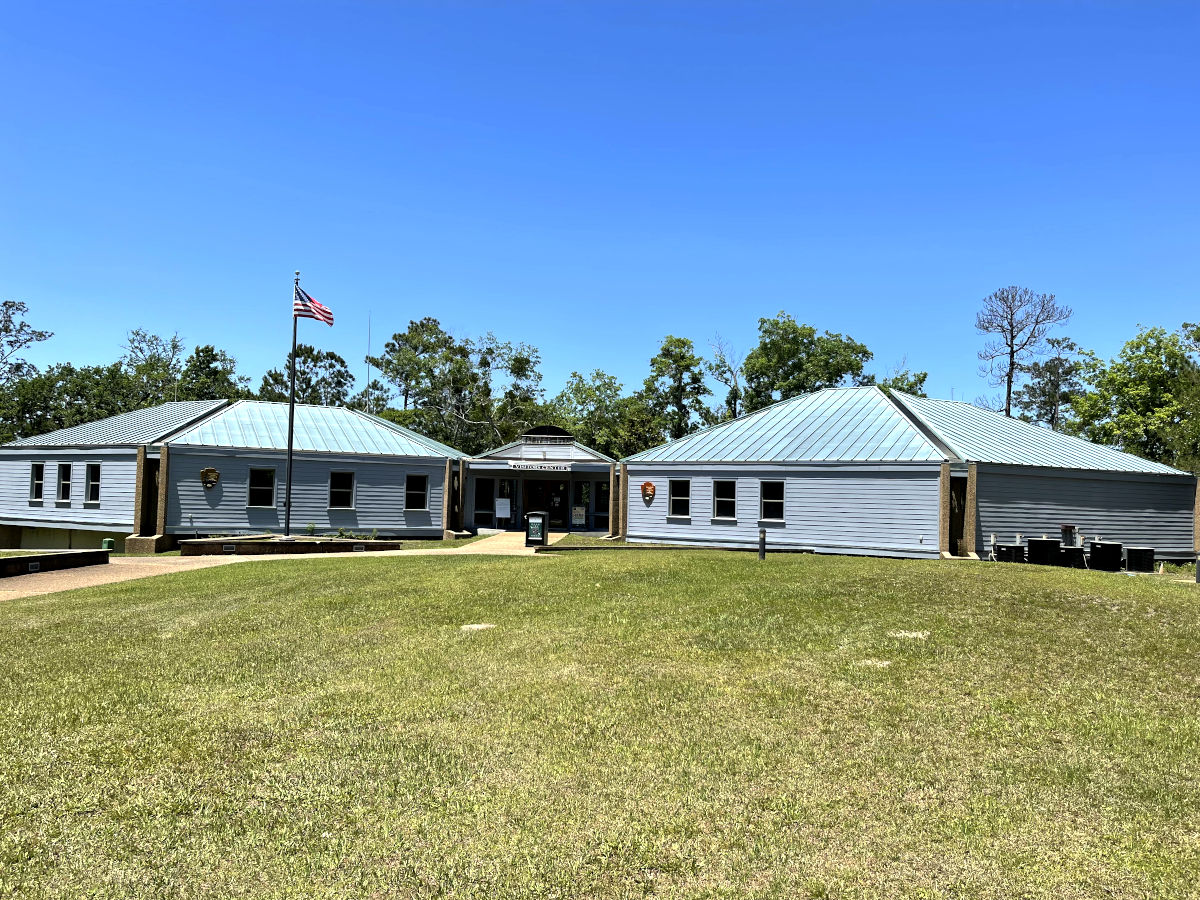
Centre d'accueil des visiteurs à Bayou Davis, Ocean Springs

## Histoire
La zone protégée a été créée le 8 janvier 1971.

## Environnement
En juin 2010, l'explosion de la plate-forme pétrolière Deepwater Horizon a pollué une grande partie des plages de la côte et des îles de la zone côtière des Gulf Islands.

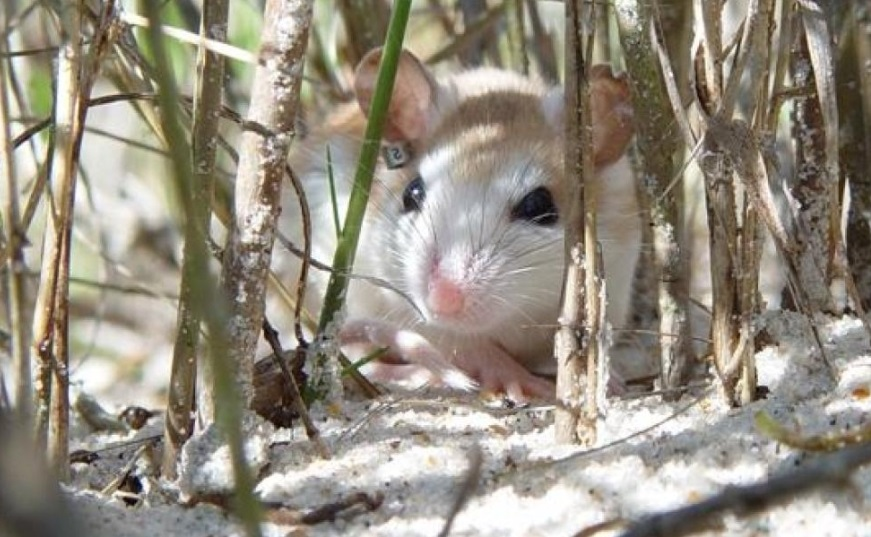

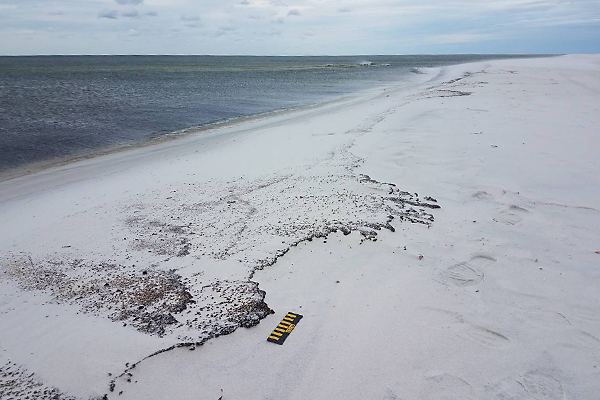
Pollution sur Perdido Key après l'ouragan Sally, 2020
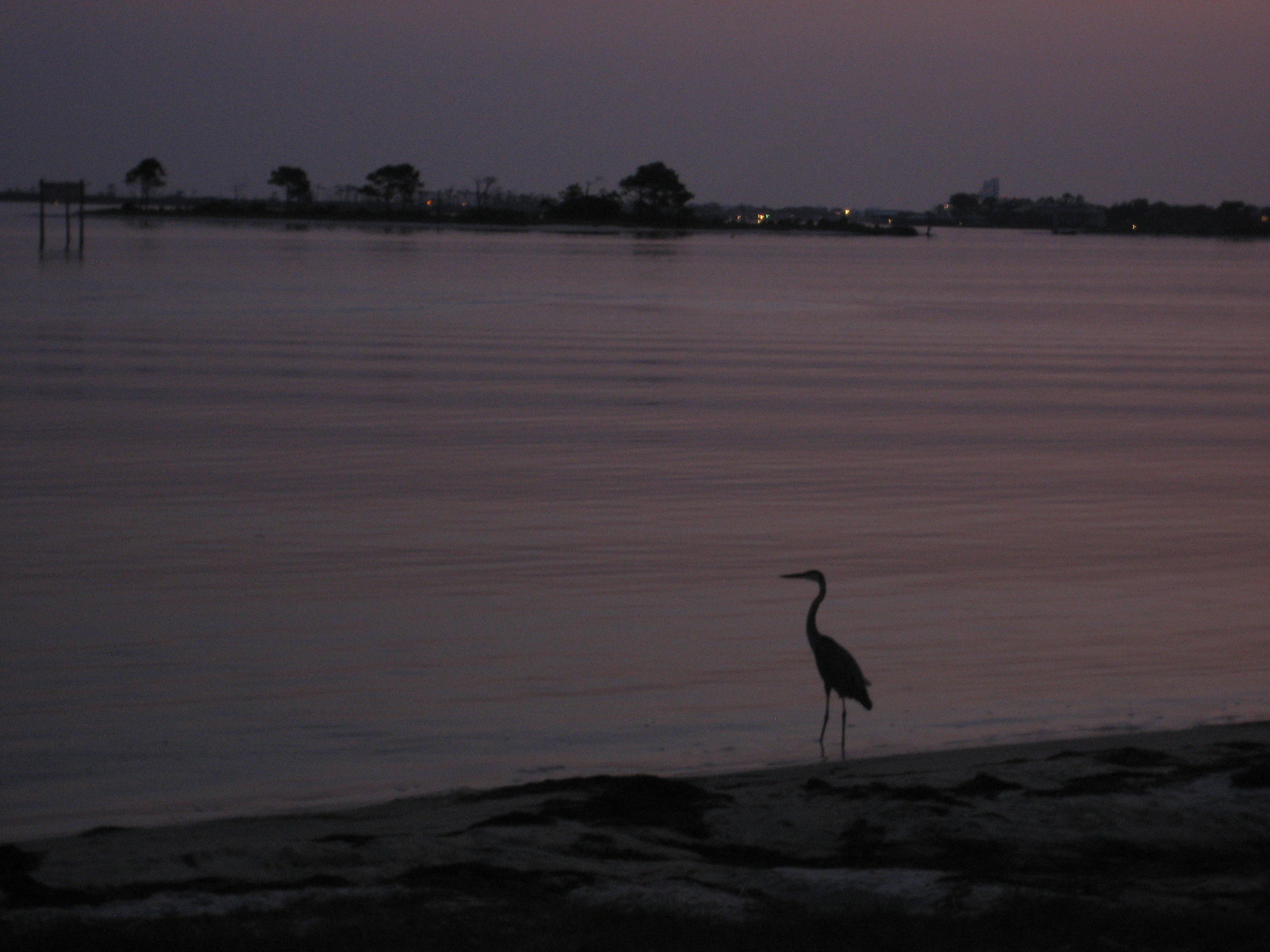
Un échassier au bord de l'eau, Perdido Key
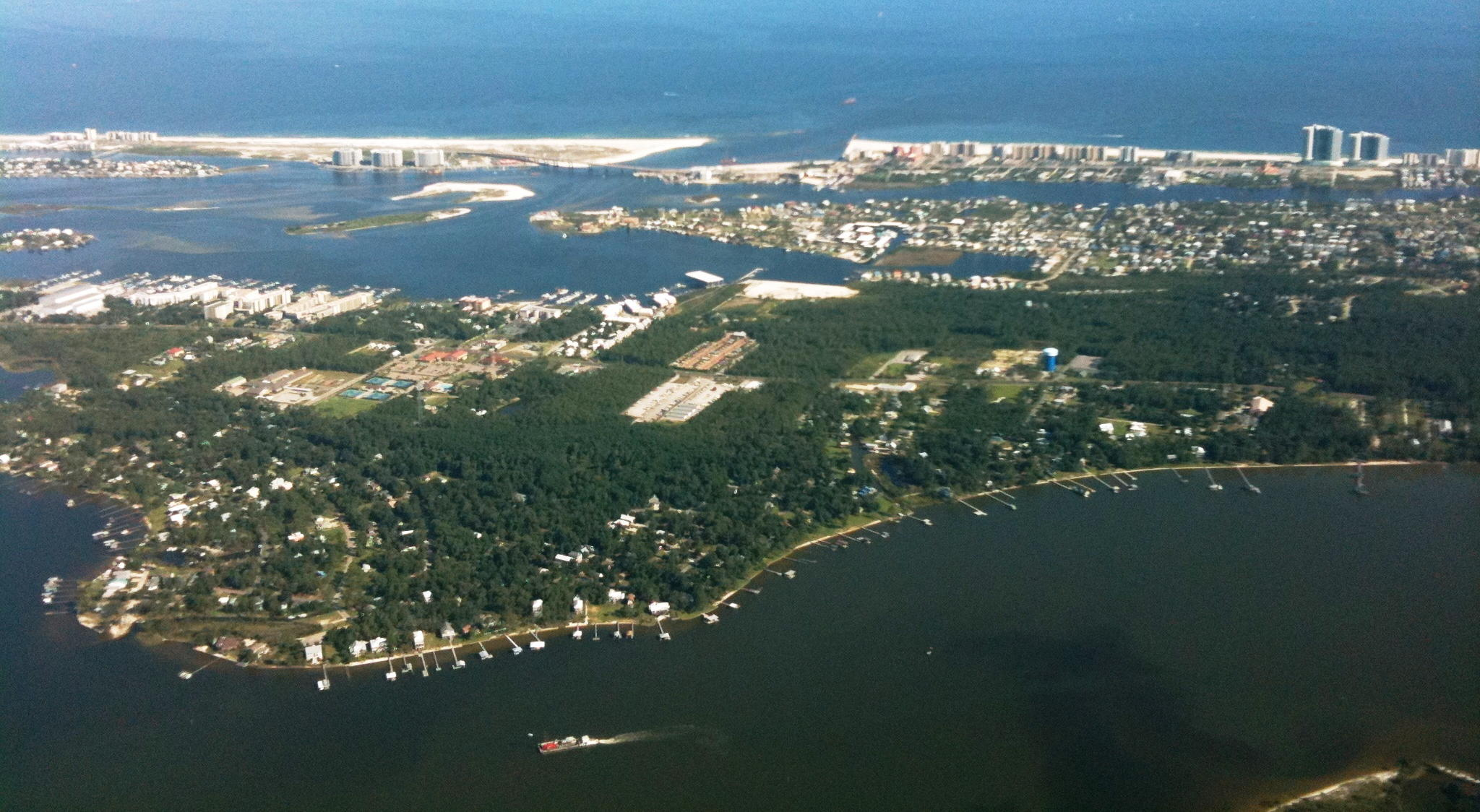
Perdido Key, vue aérienne

La souris de plage de Perdido Key (en) est endémique à l'île de Perdido Key et ne se trouve nulle part ailleurs ; elle y fréquente la plage Johnson (Johnson Beach), le parc d'État du Golfe (Gulf State Park) et le parc d'État de Perdido Key (Perdido Key State Park). Elle est en danger critique d'extinction.

### Protection
Un règlement strict protège toute la zone, restreignant de nombreuses activités à quelques sous-zones ou les interdisant totalement, tant pour la protection des visiteurs que pour celle des animaux qui y vivent.